# Luftrettung in den Niederlanden

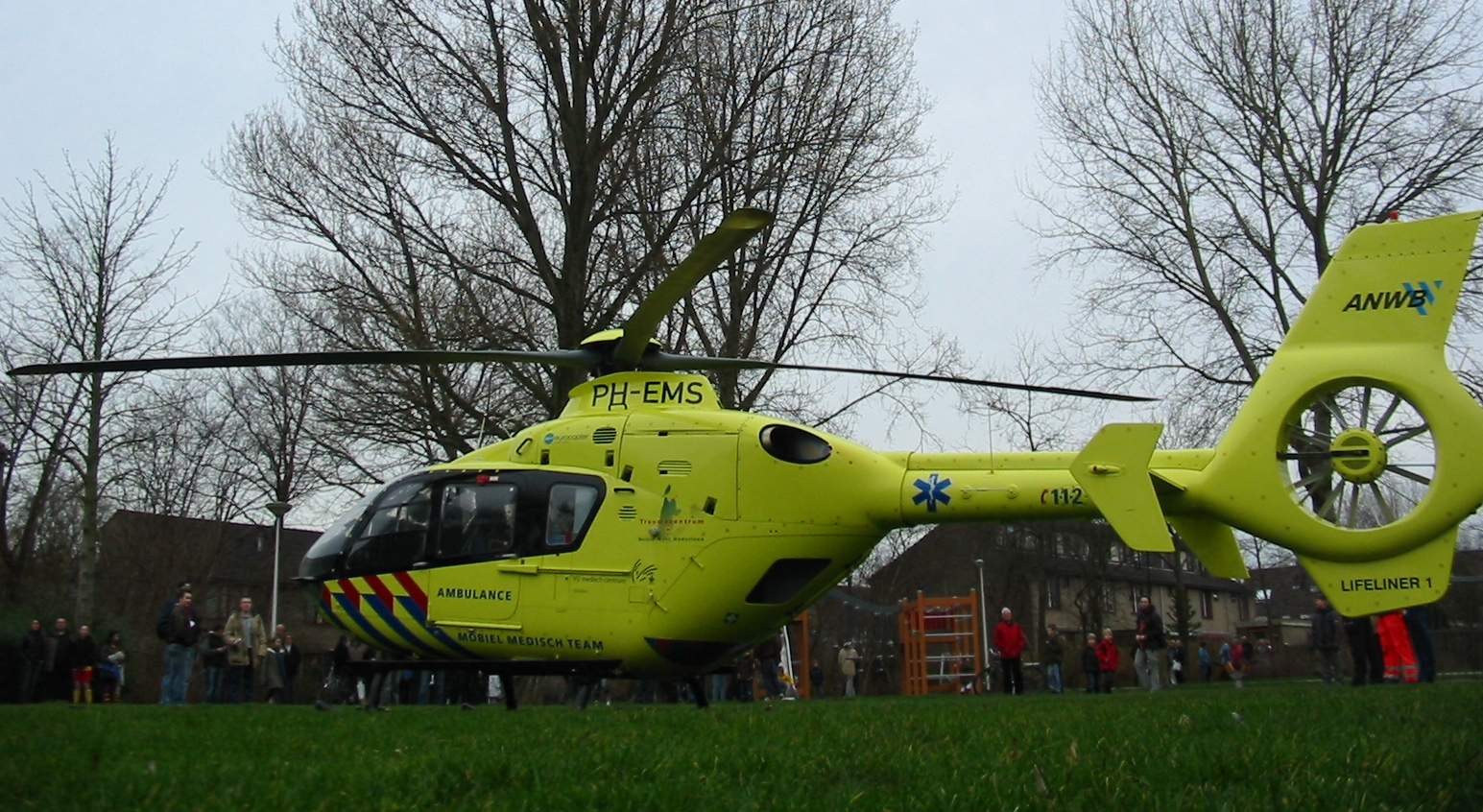
Niederländischer Lifeliner 1

In den Niederlanden sind derzeit vier Rettungshubschrauber stationiert. Durch die grenzüberschreitende Zusammenarbeit in der Luftrettung ist auch der Rest des Landes abgedeckt, zum Teil durch deutsche Hubschrauber.

## Betreiber

### ANWB Medical Air Assistance
Die ANWB Medical Air Assistance BV (MAA) ist ein Luftrettungsdienst des niederländischen Automobilclubs ANWB mit Sitz und Basis am Flughafen Lelystad. Die MAA beschäftigt 38 Piloten und betreibt die Stationen Amsterdam (Lifeliner 1), Rotterdam (Lifeliner 2), Nijmegen (Lifeliner 3), Leeuwarden (Medic 01) und bis zum 31. Dezember 2019 gemeinsam mit der ADAC Luftrettung gGmbH die Station in Groningen (Lifeliner 4).
Die Flotte der ANWB Medical Air Assistance besteht zum 1. Juni 2020 aus zehn Hubschraubern: Mit der Übernahme einer dritten H135 am 28. Mai 2020 ist die Ergänzung der Flotte um bisher drei H135 P3 mit Helionix-Avionik (PH-TTR, PH-DOC, PH-LLN) erfolgt. Vier weitere sollen im Rahmen des Vertrages von Oktober 2018 folgen, zunächst im Juni 2020 PH-UMC. Die EC135 T2 mit den Kennzeichen PH-ELP und PH-ULP werden verkauft.
| Hubschraubertyp            | Anzahl | Luftfahrzeugkennzeichen | Anmerkungen |
| -------------------------- | ------ | ----------------------- | ----------- |
| Eurocopter EC135 T2        | 2      | PH-ELP, PH-ULP          |             |
| Eurocopter EC135 T2+       | 2      | PH-HVB, PH-MAA          |             |
| Eurocopter EC135 P2+       | 1      | PH-MMT                  |             |
| Airbus Helicopters H135 P3 | 1      | PH-TTR, PH-DOC, PH-LLN  |             |
| Airbus Helicopters H145    | 2      | PH-HOW, PH-OOP          | 1           |
| Gesamt                     | 10     |                         |             |

### ADAC Luftrettung gGmbH
Die deutsche ADAC Luftrettung gGmbH  betrieb zwischen 2003 und 2019 in Zusammenarbeit mit der ANWB Medical Air Assistance und dem Universitätsklinikum Groningen (Universitair Medisch Centrum Groningen) die Station in Groningen (Lifeliner 4). Die Piloten stellt dort auch die ANWB-Tochter. Die Zusammenarbeit mit der ADAC Luftrettung endete zum 31. Dezember 2019, die Station fiel in der Folge vollständig an die MAA.

## Stützpunkte
Rettungshubschrauber

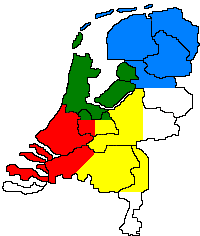
Einsatzgebiete in den Niederlanden:
Lifeliner 1 (grün)
Lifeliner 2 (rot)
Lifeliner 3 (gelb)
Lifeliner Europa 4 (blau)
RH aus Belgien und Deutschland (weiß)

Auf den Stützpunkten werden ausschließlich Hubschrauber des Typs EC 135 bzw. H135 betrieben.
| Rufname     | Stadt     | Provinz | Betreiber                   | Stationierungsort                                   | Lage               | Internet   |
| ----------- | --------- | ------- | --------------------------- | --------------------------------------------------- | ------------------ | ---------- |
| Lifeliner 1 | Amsterdam | NH      | ANWB Medical Air Assistance | Universitätsklinikum Amsterdam (VU medisch centrum) | 52.334352 4.859042 | Datenblatt |
| Lifeliner 2 | Rotterdam | ZH      | ANWB Medical Air Assistance | Flughafen Rotterdam                                 | 51.951146 4.441916 | Datenblatt |
| Lifeliner 3 | Nijmegen  | GE      | ANWB Medical Air Assistance | Luftwaffenstützpunkt Volkel ( NB)                   | 51.653793 5.691373 | Datenblatt |
| Lifeliner 4 | Groningen | GR      | ANWB Medical Air Assistance | Flughafen Groningen Eelde                           | 53.127778 6.589778 | Datenblatt |

SAR-Dienst im Auftrag der Niederländischen Regierung
| Rufname   | Stadt      | Provinz | Betreiber                             | Stationierungsort                     | Lage               | Internet   | Bemerkung |
| --------- | ---------- | ------- | ------------------------------------- | ------------------------------------- | ------------------ | ---------- | --- |
| Rescue 08 | Den Helder | NH      | Noordzee Helikopters Vlaanderen (NHV) | Flughafen Den Helder                  | 52.921799 4.783992 | Datenblatt | 2 RTH am Standort (bei 2 parallelen Einsätzen dann auch "Rescue 09"), auch als "Coastguard patrol" (Rufname: Coastguard 08 bzw. 09) tätig, sonst SAR und Medevac auf der Nordsee und Watteninseln, seit Juli 2011 tätig für SAR-Nachteinsätze |
| Rescue 09 | Den Helder | NH      | Noordzee Helikopters Vlaanderen (NHV) | Flughafen Den Helder                  | 52.921799 4.783992 | Datenblatt | 2 RTH am Standort (bei 2 parallelen Einsätzen dann auch "Rescue 09"), auch als "Coastguard patrol" (Rufname: Coastguard 08 bzw. 09) tätig, sonst SAR und Medevac auf der Nordsee und Watteninseln, seit Juli 2011 tätig für SAR-Nachteinsätze |
| Rescue 10 | Rotterdam  | ZH      | Noordzee Helikopters Vlaanderen (NHV) | Maasvlakte Heliport (Hafen Rotterdam) | 51.958808 4.089469 | Datenblatt | Auch als "Coastguard patrol" (Rufname: Coastguard 10) tätig, sonst SAR und Medevac auf der Nordsee, seit Juli 2011 tätig für SAR-Nachteinsätze                                                                                                |

Patiententransport
| Rufname  | Stadt      | Provinz | Betreiber                   | Stationierungsort           | Lage              | Internet   |
| -------- | ---------- | ------- | --------------------------- | --------------------------- | ----------------- | ---------- |
| Medic 01 | Leeuwarden | FR      | ANWB Medical Air Assistance | Militärflugplatz Leeuwarden | 53.21881 5.761403 | Datenblatt |